# Pachydactylus monicae
Pachydactylus monicae este o specie de șopârle din genul Pachydactylus, familia Gekkonidae, descrisă de Bauer, Lamb și William Roy Branch în anul 2006. Conform Catalogue of Life specia Pachydactylus monicae nu are subspecii cunoscute.